# 卡明斯凱 (蘇梅州)
卡明斯凱（羅馬化：Kaminske）是烏克蘭東北部的舊村，曾經由蘇梅州的中布達區負責管轄，始建於1988年，處於斯維加河畔，分別距離皮利佩1公里和皮哈里夫卡1.5公里。